# Aladár Kovácsi
Aladár Kovácsi (* 11. Dezember 1932 in Budapest; † 8. April 2010 ebenda) war ein ungarischer Pentathlet.

## Karriere
Aladár Kovácsi trat bei Olympischen Spielen im Jahr 1952 in Helsinki an. Den Wettkampf im Einzel schloss er auf dem zwölften Platz ab. Mit der Mannschaft, zu der neben Kovácsi noch Gábor Benedek und István Szondy gehörten, wurde er Olympiasieger.
Bei Weltmeisterschaften gelang ihm 1955 mit der Mannschaft ebenfalls er Titelgewinn. Im Einzel erreichte er in diesem Jahr mit dem dritten Rang das Podium. 1958 wurde er dann nochmals Vizeweltmeister mit der Mannschaft.
Nach seiner Karriere als Sportler arbeitete Kovácsi als Gynäkologe.